# Morscheck & Burgmann
Morscheck & Burgmann war ein deutsches Musiker-Duo aus Baden-Württemberg, das sich 1990 aus Peter Morscheck (Akustikgitarre und Gesang) und Chris Burgmann (Akustikgitarre und Gesang) gebildet hatte und überwiegend Instrumentalmusik spielte.

## Die Musiker
Peter Morscheck (* 1960) lebt in Löchgau und arbeitet als freiberuflicher Gitarrenlehrer. Er ist Absolvent des Lehrgangs Gitarre an der Bundesakademie Trossingen und eines sozialpädagogischen Studiums. Er hatte TV- und Rundfunkeinsätze und gab bundesweite Konzerte in verschiedenen Ensembles.
Chris Burgmann (* 1962; † 24. Oktober 2022) lebte in Ingersheim und war Gitarrenlehrer und Leiter der Jugendmusikschule Affalterbach. 
Er war Absolvent der Staatlichen Hochschule für Musik Mannheim-Heidelberg und dann Studiogitarrist und Arrangeur bei Reinhard Mey. 
1989 war er Mitautor des mit Doppelplatin ausgezeichnete Pur-Liedes Wenn sie diesen Tango hört. Er starb an den Folgen eines Schlaganfalls.

## Die Musik
Morscheck & Burgmann boten eine Mischung aus instrumentalen Saitenklängen und Songs mit zweistimmigem Gesang. Die CD Contakt wurde auch in den USA veröffentlicht, die Gitarrenspielbücher werden international vertrieben. Ihre Musik war auch in anderen Ländern in Funk und Fernsehen zu hören und wurde auch von anderen Musikern gespielt oder aufgenommen. Es wurden neun CDs veröffentlicht.
2008 wirkten Morscheck & Burgmann bei der Veranstaltung „Deutschland und China – gemeinsam in Bewegung“ mit und gaben in Guangzhou in China mehrere Konzerte.

## Diskografie
- 1993: Contakt
- 1995: New Horizons
- 1997: Elements
- 2000: Downstream
- 2005: Anthology 1
- 2005: Anthology 2
- 2007: In Concert
- 2015: Storyteller

## Notenbücher mit CD
- 1998: Ten Tickets For Two Roads.
- 2000: Classics Forever. AMA Verlag, Bruehl, ISBN 978-3-932587-65-8 (deutsch, englisch).
- 2005: More Tickets …
- 2010: New Tickets. ISMN 979-0-50155080-7 (Suche im DNB-Portal).
- 2013: Duets for the Young (At Heart). AMA-Verlag, ISMN 979-0-50155135-4 (Suche im DNB-Portal).
- 2017: Morscheck & Burgmann meet O’Carolan. AMA-Verlag, ISBN 978-3-89922-223-4.
- 2025: Easy Tickets, AMA Verlag ISBN 9783899223200.

## Auszeichnungen
Für ihr musikalisches Projekt Fools Garden meets Morscheck & Burgmann erhielten sie den Kleinkunstpreis Ravensburger Kupferle 2005.